# Гейзел (Південна Дакота)
Гейзел (англ. Hazel) — місто (англ. town) в США, в окрузі Гемлін штату Південна Дакота. Населення — 102 особи (2020).

## Географія
Гейзел розташований за координатами 44°45′30″ пн. ш. 97°22′52″ зх. д. / 44.75833° пн. ш. 97.38111° зх. д. (44.758225, -97.380991).  За даними Бюро перепису населення США в 2010 році місто мало площу 0,63 км², уся площа — суходіл.

## Демографія
Згідно з переписом 2010 року, у місті мешкала 91 особа в 36 домогосподарствах у складі 21 родини. Густота населення становила 145 осіб/км².  Було 42 помешкання (67/км²).
Расовий склад населення:
| - 97,8 % — білих |

До двох чи більше рас належало 2,2 %. Частка іспаномовних становила 0,0 % від усіх жителів.
За віковим діапазоном населення розподілялося таким чином: 31,9 % — особи молодші 18 років, 47,2 % — особи у віці 18—64 років, 20,9 % — особи у віці 65 років та старші. Медіана віку мешканця становила 31,5 року. На 100 осіб жіночої статі у місті припадало 116,7 чоловіків;  на 100 жінок у віці від 18 років та старших — 106,7 чоловіків також старших 18 років.
Середній дохід на одне домашнє господарство  становив 49 460 доларів США (медіана — 47 917), а середній дохід на одну сім'ю — 50 229 доларів (медіана — 41 875). За межею бідності перебувало 9,9 % осіб, у тому числі 8,3 % дітей у віці до 18 років та 0,0 % осіб у віці 65 років та старших.
Цивільне працевлаштоване населення становило 44 особи. Основні галузі зайнятості: виробництво — 25,0 %, роздрібна торгівля — 20,5 %, освіта, охорона здоров'я та соціальна допомога — 13,6 %, транспорт — 11,4 %.